# Litvanski nacionalni radio i televizija
Litvanski nacionalni radio i televizija je nacionalna javna radiodifuzna kompanija sa sedištem u Vilnjusu, glavnom gradu Litvanije.

## Istorijat
Kompanija emituje dva nacionalna i jedan međunarodni kanal (emituje se putem satelita Sirius 4). LRT emituje tri nacionalna radio kanala. LRT emituje radio program od 1926. godine a televizjiski od 1957. Trenutno zapošljava oko 650 ljudi. LRT je primljen kao punopravan aktivni član Evropske radiodifuzne unije 1. januara 1993. godine. LRT se finansira iz državnog budžeta (oko 75%) i televizijskim reklamama (oko 25%).

## Spisak stanica
Radio:
- LRT Radijas
- LRT Klasika
- LRT Opus

Televizija:
- LRT televizija
- LRT Plius
- LRT Lituanica

## Spoljašnje veze
- Zvanični veb-sajt